# Rundfunkjahr 1988

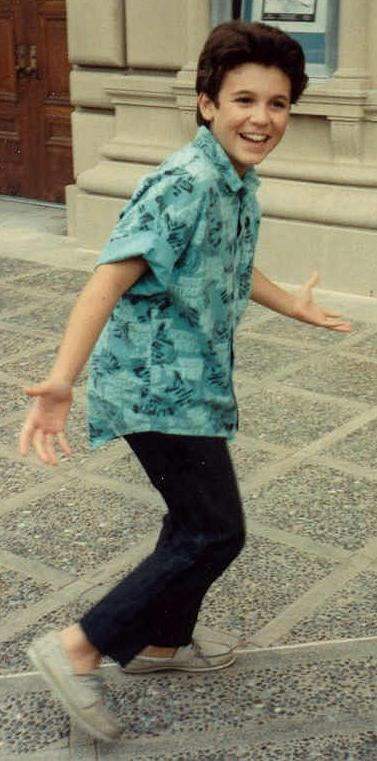
1988: Fred Savage ist als Kevin Arnold in Wunderbare Jahre zu sehen

Liste der Rundfunkjahre

◄◄ | ◄ | 1984 | 1985 | 1986 | 1987 | Rundfunkjahr 1988 | 1989 | 1990 | 1991 | 1992 | ► | ►►

Weitere Ereignisse

## Allgemein
- Die beiden britischen Musiker Billy Drummomd und Jimmy Cauty (The KLF) veröffentlichen The Manual. (How To Have a Number One the Easy Way). Darin beschreiben sie wie man es mittels Sampling und geschickten Umgang mit der Presse – weitestgehend ohne künstlerisches Talent – in die Charts schafft und entlarven damit in satirischer Art und Weise die Mechanismen des Musikgeschäfts. Noch im gleichen Jahr gelingt es dem österreichischen Projekt Edelweiß mit dem Titel Bring Me Edelweiss unter Anwendung eines ABBA-Samples und der in The Manual beschriebenen (satirisch gemeinten) Tipps tatsächlich einen Nummer-1-Erfolg zu landen.
- Ein Großbrand im Studio Hamburg vernichtet einen Großteil der Requisiten und Kulissen der deutschen Version der Sesamstraße. Das Konzept der Serie muss daraufhin komplett überarbeitet werden.
- Mai – Die Moving Picture Experts Group findet sich in Ottawa zu ihrem ersten Treffen zusammen. Die internationale Expertenkommission beschäftigt sich mit der Standardisierung von Audio- und Videokompressionsverfahren. Gegen Ende der 1990er Jahre wird mit der zunehmenden Verbreitung von Personalcomputern ihr Kürzel MPEG für Videodateien allgemein bekannt.
- 16.–18. August – Die undistanzierte Berichterstattung über das Gladbecker Geiseldrama löst eine Diskussion über die Verantwortung und Ethik der Medien aus.
- 19. Oktober – In Wien erscheint die erste Ausgabe der zunächst wirtschaftsliberal ausgerichteten Tageszeitung Der Standard.
- 18. November – Nach kritischen Berichten über den Hitler-Stalin-Pakt von 1939 entgegen der offiziellen Deutung der Parteiführung, unterbindet die DDR-Regierung die Auslieferung der sowjetischen Zeitschrift Sputnik.

## Hörfunk

1988: RIAS beginnt mit der Ausstrahlung eines Fernsehprogramms.

- März – Radio ffn beginnt mit der Ausstrahlung der Radio-Comedy-Reihe Frühstyxradio.
- 1. März – OK Radio geht als 3. Privatsender nach Radio Hamburg und Radio 107 in Hamburg auf Sendung.
- 1. April – Die ARD führt in allen ihren Landesanstalten das RDS-System für den Verkehrsfunk ein.
- 9. Mai – Der ideologisch der radikalen Hisbollah nahestehende libanesische Hörfunksender Al-Nour wird gegründet.
- 1. August – Anlässlich des zwanzigsten Jahrestages des Pariser Mai sendet France Culture unter dem Titel Chronique de Mai 68, vingt ans d'après ... eine auf akustischen Originalquellen aufgebaute siebenteilige Dokumentarserie der Ereignisse.[1]
- 13. August – Zum ersten Mal seit 18 Jahren wird eine Ausgabe der American Top 40 ohne Casey Kasem ausgestrahlt. Kasem zieht sich zwischenzeitlich von der Moderation der Sendung zurück.
- 5. September – Sendestart von Antenne Bayern.

## Fernsehen

Tele 5 zeigte bis 1992 ein Vollprogramm, zu dem auch bekannte Kultreihen wie Ruck Zuck oder Bim Bam Bino gehörten.

- Harald Schmidt ist zum ersten Mal in der zunächst nur im WDR ausgestrahlten Sendung MAZ ab! als Moderator zu sehen.
- 4. Januar – Im Bayerischen Fernsehen hat die Game-Show Supergrips Premiere.
- 5. Januar – Die US-amerikanische Sitcom Alf wird vom ZDF erstmals im Deutschen Fernsehen ausgestrahlt.
- 5. Januar – Die 191-teilige Anwaltserie Matlock ist beim ZDF zu sehen.
- 7. Januar – Die Reitserie Fest im Sattel hat im Ersten Deutschen Fernsehen Premiere.
- 11. Januar – Der Sender Tele 5 startete seinen Sendebetrieb als Nachfolger von Musicbox. Der Sendebetrieb von Tele 5 wurde allerdings 1992 eingestellt, als Leo Kirch, früherer ProSieben-Chef, den Sender gekauft hatte. Der Nachfolger wurde das DSF, welches 2010 in Sport1 umbenannt wurde. Am 28. April 2002 startete Tele 5 erneut seinen Sendebetrieb, jedoch ist das Programm seitdem nur noch auf Unterhaltung gerichtet.
- 23. Januar – Bei der 45. Vergabe der Golden Globe Award in Los Angeles werden die Fernsehserien L.A. Law und Golden Girls ausgezeichnet.
- 31. Januar – Die Serie Wunderbare Jahre wird erstmals auf ABC ausgestrahlt.
- 13. Februar – Bei RTLplus ist die Fußball-Show Anpfiff erstmals im Fernsehen zu sehen.
- 5. März – Im Ersten Deutschen Fernsehen ist die Neuauflage der Rudi Carrell Show zu sehen. Sie wird besonders populär durch das von Carrell stets live gesungene Eröffnungslied Lass dich überraschen.
- 7. März – RTLplus strahlt die erste Folge des von Götz Kühnemund und Sabina Classen moderierten Hard Rock und Heavy Metal Magazins Mosh aus.
- 25. März – Das ZDF nimmt die erste Folge der Kultursendung Das Literarische Quartett in sein Programm. Den renommierten Literaturkritikern Marcel Reich-Ranicki, Hellmuth Karasek und Sigrid Löffler, die als Moderatoren in Erscheinung treten, gelingt es mit dieser bis 2001 ausgestrahlten Sendereihe weit über die Literatur- und Feuilletonszene große Bekanntheit zu erlangen.
- 27. März – Das ZDF zeigt Bei uns und nebenan.
- 3. April – Im Ersten Deutschen Fernsehen läuft erstmals Der liebe Herr Teufel.
- 8. April – RTLplus sendet die erste Folge der Show Alles Nichts Oder?!.
- 12. April – Das Erste Deutsche Fernsehen zeigt erstmals Mord ist ihr Hobby.
- 2. Mai – Auf FS2, dem zweiten Kanal des ORF, startet das werktägliche Regionalfenster Bundesland heute, das die bisherige Lokalberichterstattung Österreich heute teilweise ersetzt.
- 8. Mai – Auf RTLplus ist die erste Ausgabe des von Dctp produzierten Spiegel TV Magazin zu sehen.
- 20. Juni – Die US-Zeichentrickserie Disneys Gummibärenbande ist erstmals im Ersten Deutschen Fernsehen zu sehen.
- 9. Juli – Das ZDF zeigt den ersten Teil des dreiteiligen Fernsehfilms Sinan ohne Land nach der literarischen Vorlage des deutsch-kurdischen Schriftstellers İsmet Elçi. Der Film ist einer der ersten Beiträge des Fernsehens über die Problematik der sogenannten „zweiten Generation“, Söhne und Töchter der ersten Welle von Arbeitsmigranten der 1960er-Jahre.[2]
- 11. Juli – Im Ersten Deutschen Fernsehen ist erstmals die US-Arztserie Die Texas Klinik zu sehen.
- 25. Juli – Wegen eines Warnstreiks beim NDR wird die Tagesschau erstmals nicht aus Hamburg, sondern ersatzweise aus München gesendet.
- 6. August – Auf MTV ist zum ersten Mal die Hip-hop-Sendung Yo! MTV Raps zu sehen.
- 18. August – In der ORF-Sendung Inlandsreport bezeichnet FPÖ-Parteichef Jörg Haider im Gespräch mit Johannes Fischer die Österreicher als „ideologische Missgeburt“.
- 21. August – Li-La-Launebär startet auf RTLplus.
- 22. August – Sendebeginn von RIAS-TV.
- 28. August – Mit Pronto Salvatore zeigte RTLplus bis 1991 einen täglichen Pausenfüller, da der Sender damals noch nicht genug Werbekunden hatte. Obwohl ursprünglich als Pausenfüller gedacht, erreichte die Sendung schnell Kultstatus. Es war auch die erste Sendung von RTLplus, die eine Einschaltquote von über einer Million Zuschauer erreicht hatte.[3]
- 12. September – Im Ersten Deutschen Fernsehen ist zum ersten Mal die brasilianische Telenovela Sinhá Moca – Die Tochter des Sklavenhalters zu sehen.
- 2./3. Oktober – Rio Reiser gibt in der Ost-Berliner Werner-Seelenbinder-Halle ein vielbeachtetes Konzert, das auch vom DDR-Fernsehen mitgeschnitten und ausgestrahlt wird. Für die damalige Situation in der DDR besonders brisant ist die Textpassage aus dem Ton-Steine-Scherben-Song Der Traum ist aus: „Gibt es ein Land auf der Erde wo der Traum Wirklichkeit ist / ich weiß nur eins und da bin ich sicher / dieses ist es nicht“.[4]
- 30. Oktober – Im Ersten Deutschen Fernsehen ist erstmals die fünfmalige Ausgabe der Samstagabendspielshow Euro-Paare zu sehen.
- 6. November – Das ZDF strahlt die erste Folge der Krimiserie Eurocops im deutschsprachigen Fernsehen aus. Ungewöhnlich für die späten 1980er-Jahre ist der vollständig computeranimierte Vorspann.
- 4. Dezember – Im ZDF feiert die Kinderserie Siebenstein ihre Premiere.

## Geboren
- 29. Februar – Lena Gercke, deutsches Model und Moderatorin von Austria’s Next Topmodel, wird in Marburg geboren.
- 23. August – Kimberly Matula, US-amerikanische Schauspielerin (Reich und Schön) wird in Fort Worth, Texas geboren.
- 6. November – Tom Neuwirth, österreichischer Sänger, Travestiekünstler und Gewinner des Eurovision Song Contest 2014 wird in Gmunden, Oberösterreich geboren.

## Gestorben
- 28. April – Gerd Martienzen, deutscher Schauspieler, Synchron- und Hörspielsprecher, stirbt 70-jährig in Grafrath (Landkreis Fürstenfeldbruck).
- 29. Mai – Vladimír Menšík, tschechischer Schauspieler (Das Krankenhaus am Rande der Stadt, Die Besucher) stirbt 58-jährig in Brünn.
- 9. Juni – Willy Seiler, deutscher Hörfunk- und Fernsehmoderator, stirbt 57-jährig.
- 25. Juni – Mildred Gillars, US-amerikanische Hörfunkmoderatorin, stirbt 87-jährig in Columbus. Sie wirkte an Propagandasendungen für den Großdeutschen Rundfunk mit, die sich gegen die Briten und Amerikaner richteten.